# Ehrenring des Rheinlandes

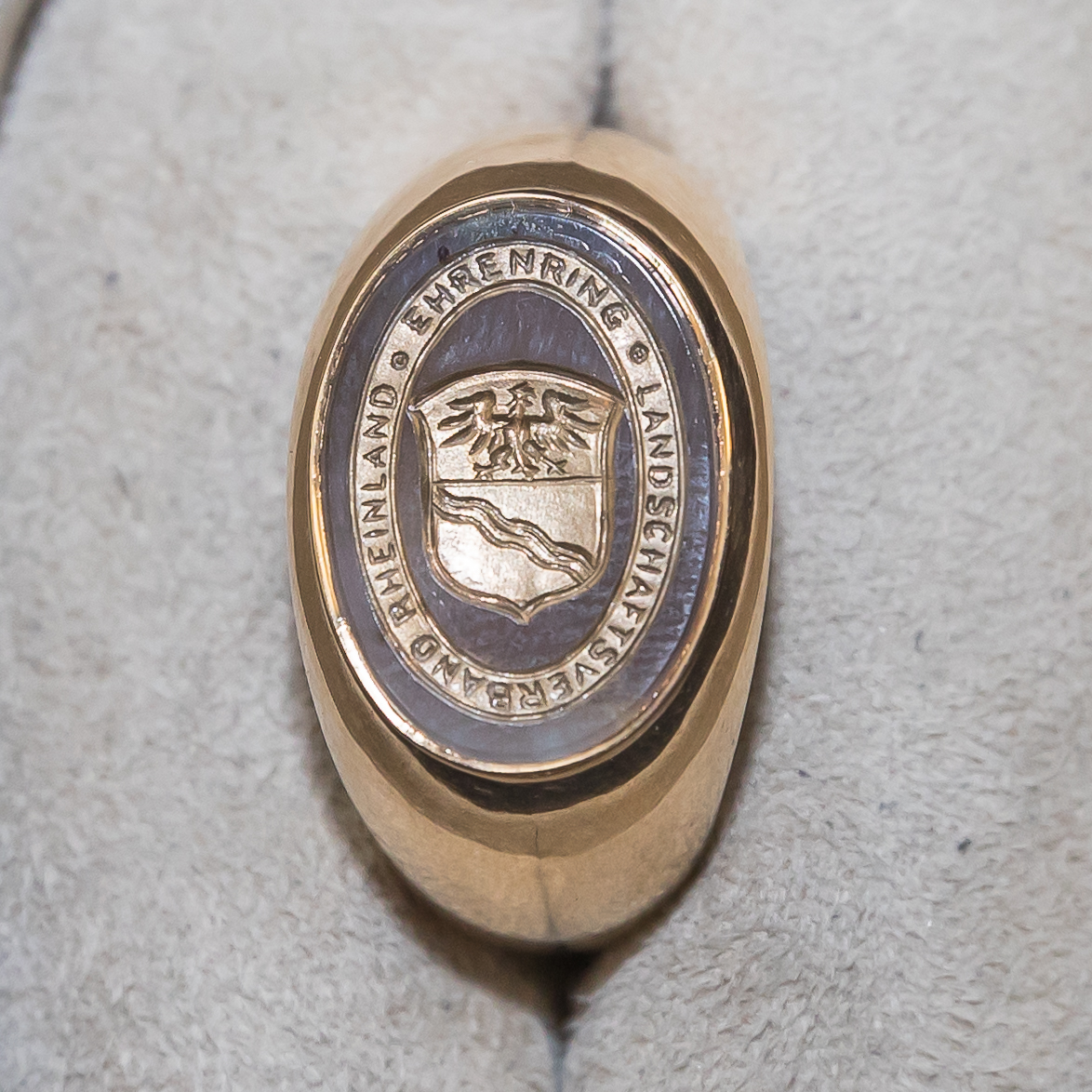
Ehrenring des Rheinlandes

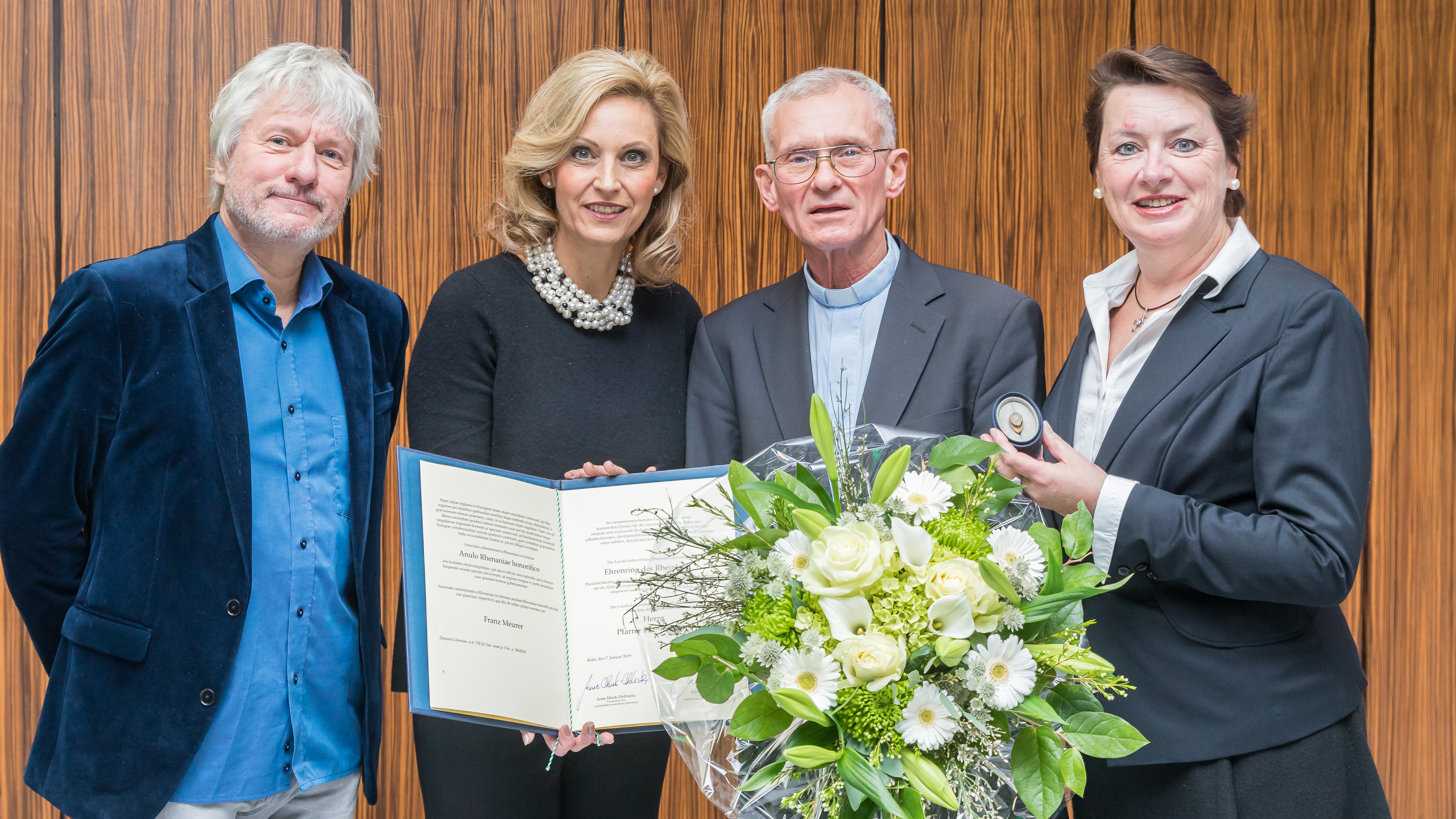
Verleihung 2019 an Pfarrer Franz Meurer: Jürgen Becker, Ulrike Lubek (LVR), Franz Meurer und Anne Henk-Hollstein (Vorsitzende Landschaftsversammlung Rheinland)

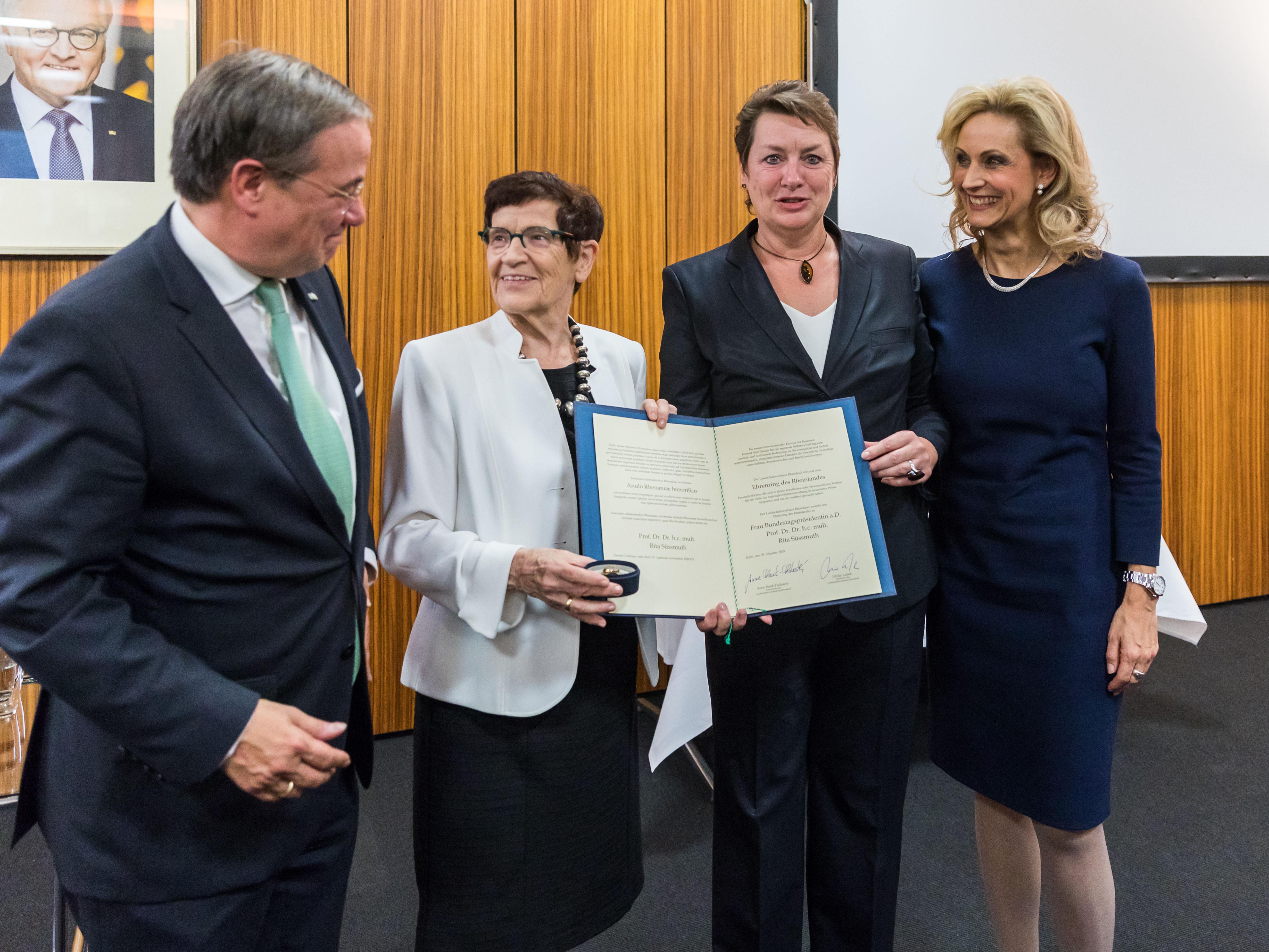
Verleihung 2019 an Rita Süssmuth. Armin Laschet, Rita Süssmuth, Anne Henk-Hollstein (Vorsitzende Landschaftsversammlung Rheinland) und Ulrike Lubek (LVR)

Der Ehrenring des Rheinlandes ist die höchste Auszeichnung des Landschaftsverbandes Rheinland und wird seit 2001 verliehen. Mit der regionalen Auszeichnung werden Persönlichkeiten geehrt, die sich in einem wachsenden Europa „in besonderer Weise um den Gedanken der kommunalen Selbstverwaltung verdient gemacht haben“.
Vorschlagsberechtigt für die Auszeichnung sind der Vorsitzende/die Vorsitzende der Landschaftsversammlung Rheinland, die Vorsitzenden der Fraktionen in der Landschaftsversammlung Rheinland und der Direktor des Landschaftsverbandes Rheinland. Über die Verleihung  entscheidet auf Vorschlag des Ältestenrates der Landschaftsausschuss der Landschaftsversammlung Rheinland mit Zweidrittelmehrheit. Die Zahl der jährlich Auszuzeichnenden ist auf drei Personen begrenzt. 
Jeder Ring ist ein Unikat und besteht aus Gold mit einem Achat. Der Kölner Goldschmied Rudolf Klein hat die Steine am Ufer des Rheins bei Rodenkirchen gefunden und bearbeitet. Ursprünglich stammen sie aus Idar-Oberstein und gelangten im Laufe der Jahrtausende durch den Rhein nach Köln. Außerdem ist das vergoldete Wappen des Landschaftsverbandes Rheinland eingraviert. Die Umschrift auf den Steinen lautet: „Ehrenring – Landschaftsverband Rheinland“.

## Liste der Ausgezeichneten
- Max Adenauer (2002)
- Gerhart Baum (2014)
- Jürgen Becker (2024)
- Norbert Blüm (2007)
- Norbert Burger
- Ferdinand Esser (2014)
- Friedhelm Farthmann (2002)
- Karlheinz Gierden (2001)
- Burkhard Hirsch (2014)
- Fritz Holthoff (2004)
- Bärbel Höhn
- Hannelore Kraft (2007)
- Josef Kürten (2007)
- Armin Laschet (2024)[2]
- Abraham Lehrer (2023)[3]
- Franz Meurer (2019)
- Wilhelm Müser
- Hedwig Neven DuMont (2015)
- François-Xavier Roth (2022)
- Jürgen Rüttgers (2014)
- Wolfgang Schäfer (2014)
- Walter Scheel (2007)
- Günter Schlatter
- Herbert Schnoor (2001)
- Barbara Schock-Werner (2020)
- Rita Süssmuth (2019)
- Bernhard Worms (2007)